# Hrusice
Hrusice (en allemand : Gränzdorf Hrusitz) est une commune du district de Prague-Est, dans la région de Bohême-Centrale, en République tchèque. Sa population s'élevait à 852 habitants en 2020.

## Géographie
Hrusice se trouve à 4 km au sud-est de Mnichovice et à 29 km au sud-est du centre de Prague.
La commune est limitée par Mnichovice au nord, par Ondřejov à l'est et au sud-est, par Senohraby au sud-ouest, et par Mirošovice à l'ouest.

## Histoire
La plus ancienne mention du village remonte à 1205 (Hrusicych). Sur la place du village se dresse l'église romane Saint-Václav, dont le mur nord a été préservé ; elle date du début du XIIIe siècle. Près du presbytère, construit en 1914, pousse un tilleul remarquable, planté en 1777.
Hrusice est intrinsèquement lié à l'œuvre de l'artiste peintre et écrivain Josef Lada, qui est né ici et y a passé une partie de sa vie. L'action de l'un des plus célèbres de ses contes, le chat Mikeš, se déroule à Hrusice et dans les environs. À la place de sa maison natale, on a posé une plaque commémorative, et dans le parc, son buste.
Sa villa d'été, qui date de 1935, devenue aujourd'hui musée, est ouverte au public.

## Photos

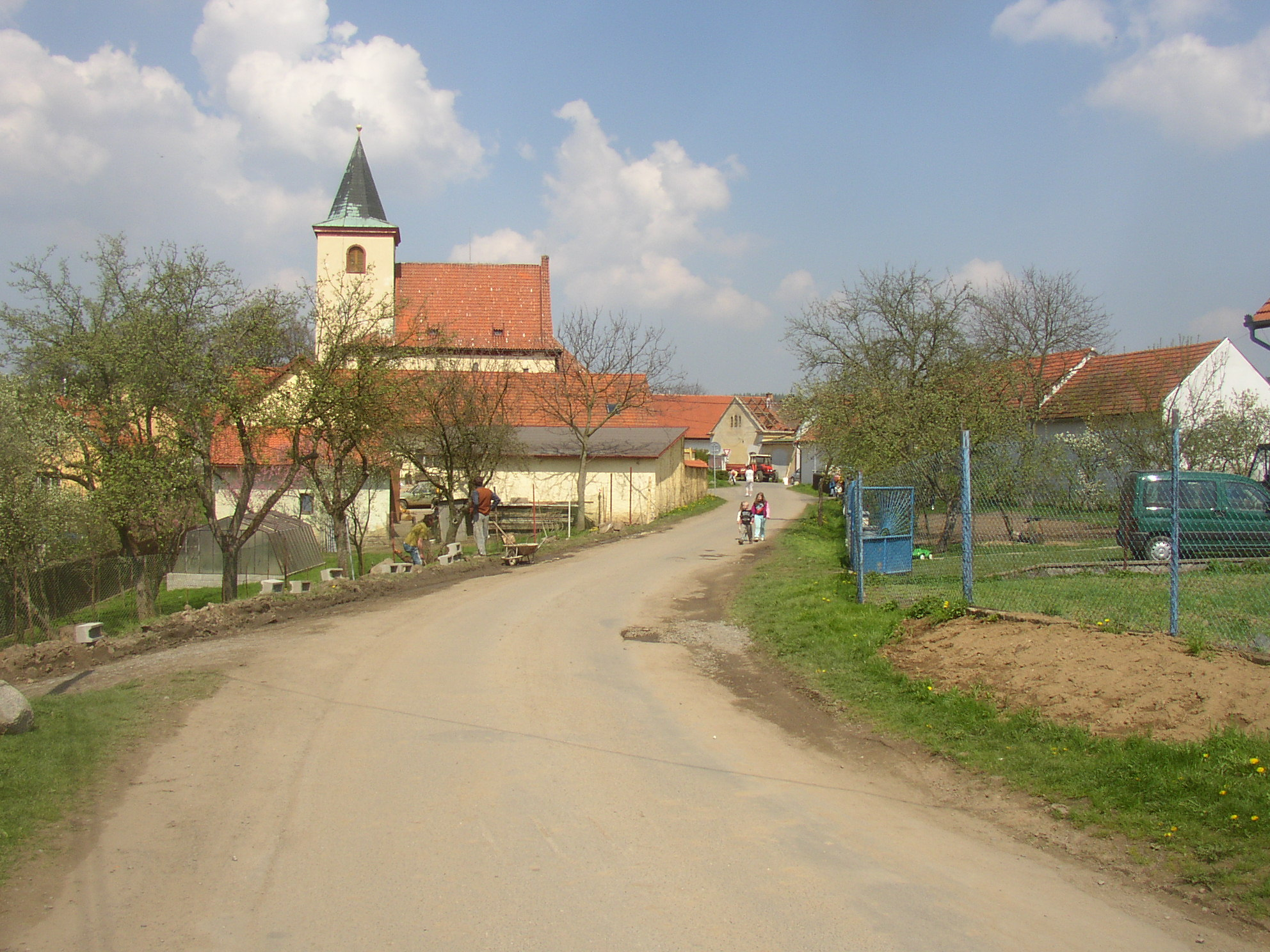
Vue du village depuis le sud
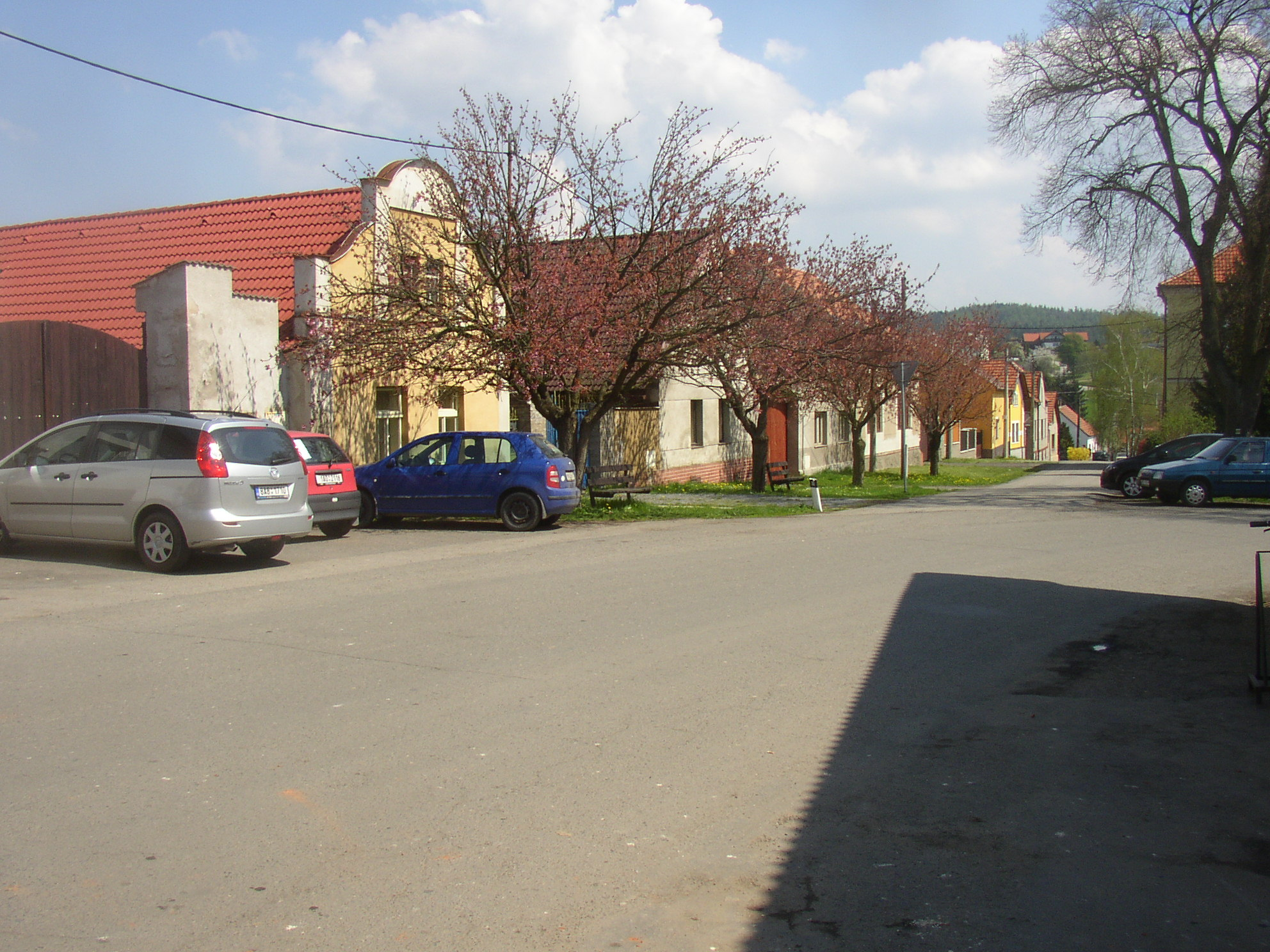
Maisons du village
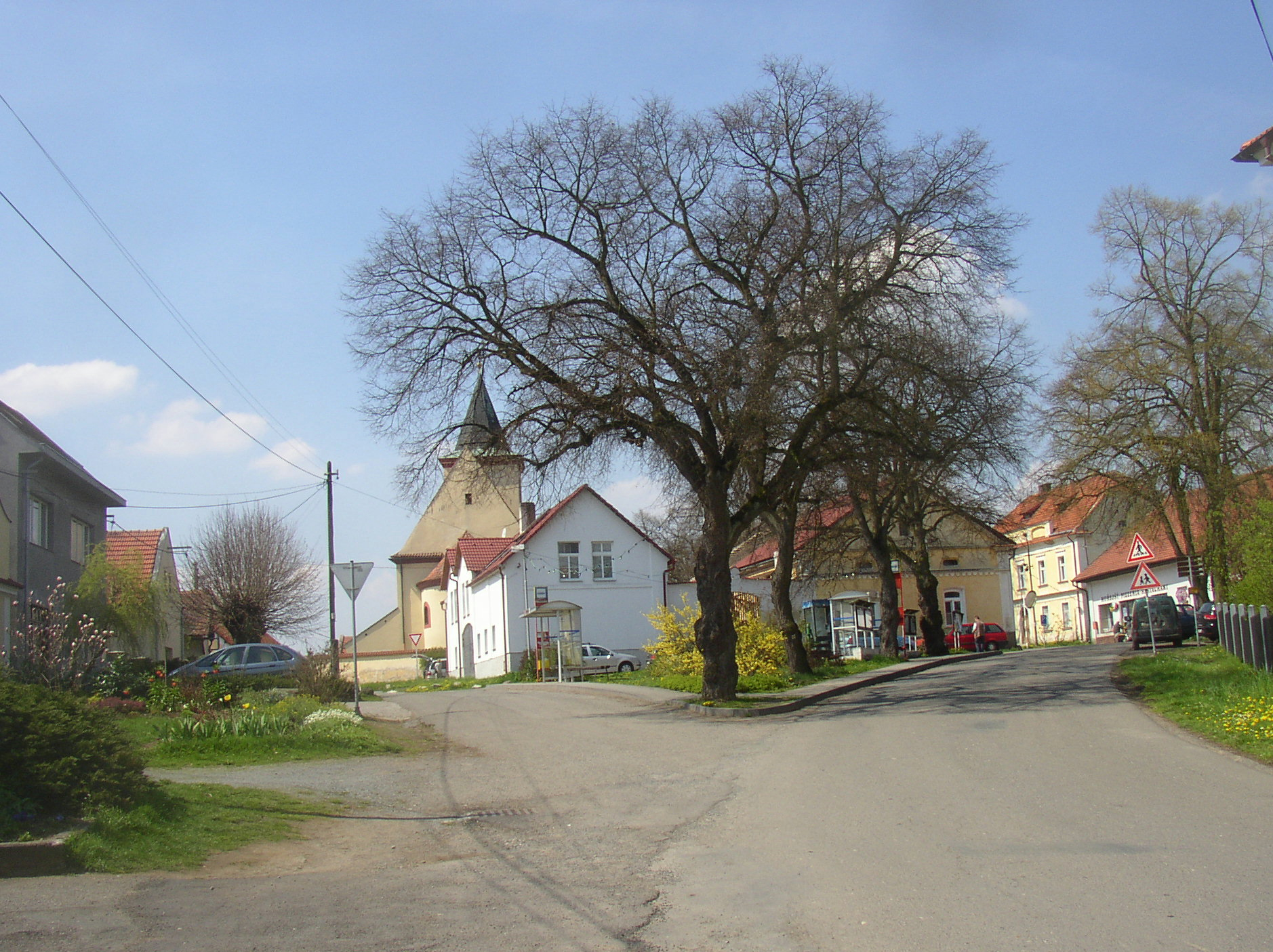
Vue sur l'église
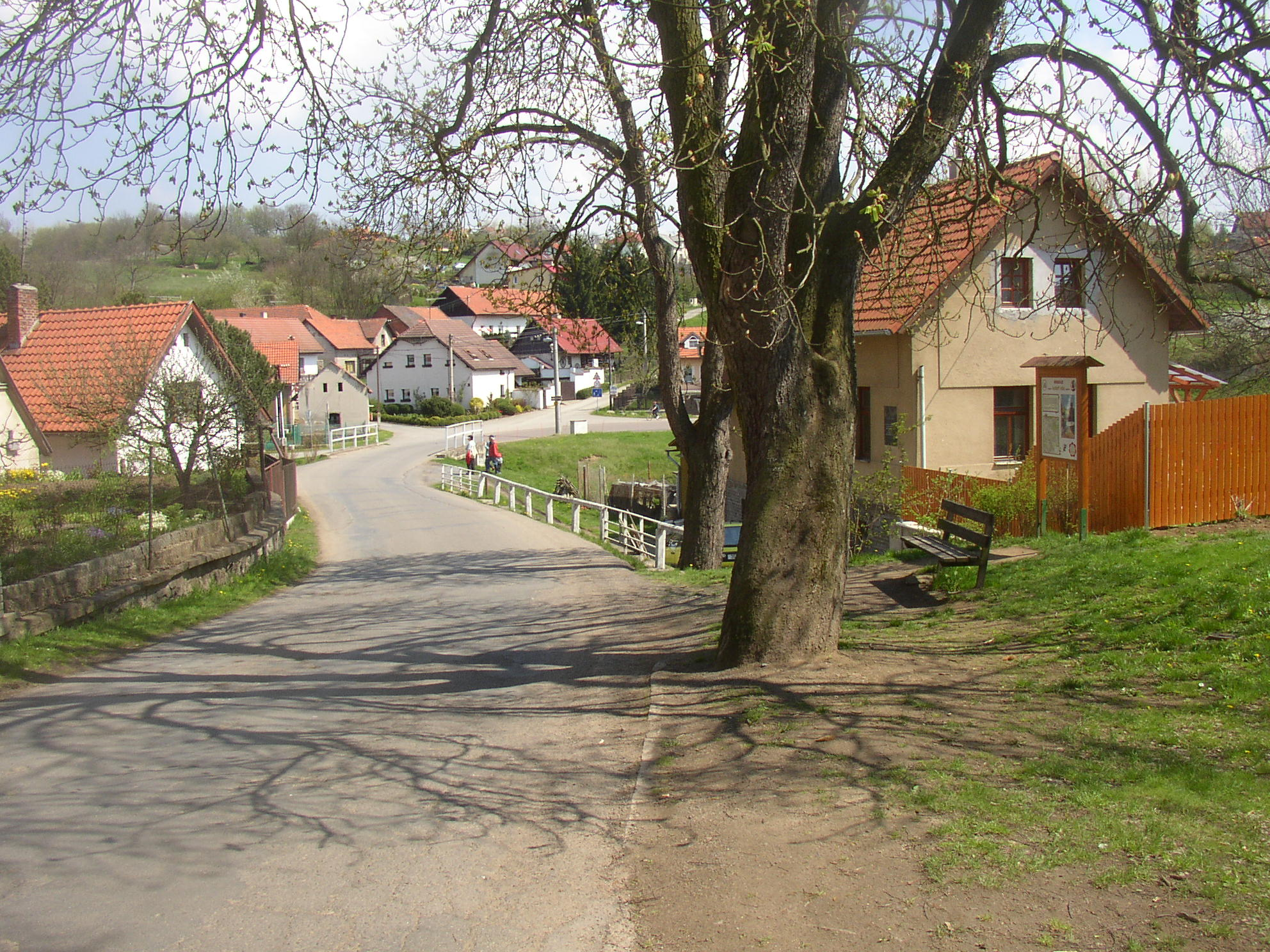
Rue principale; à droite se tenait la maison natale de Josef Lada
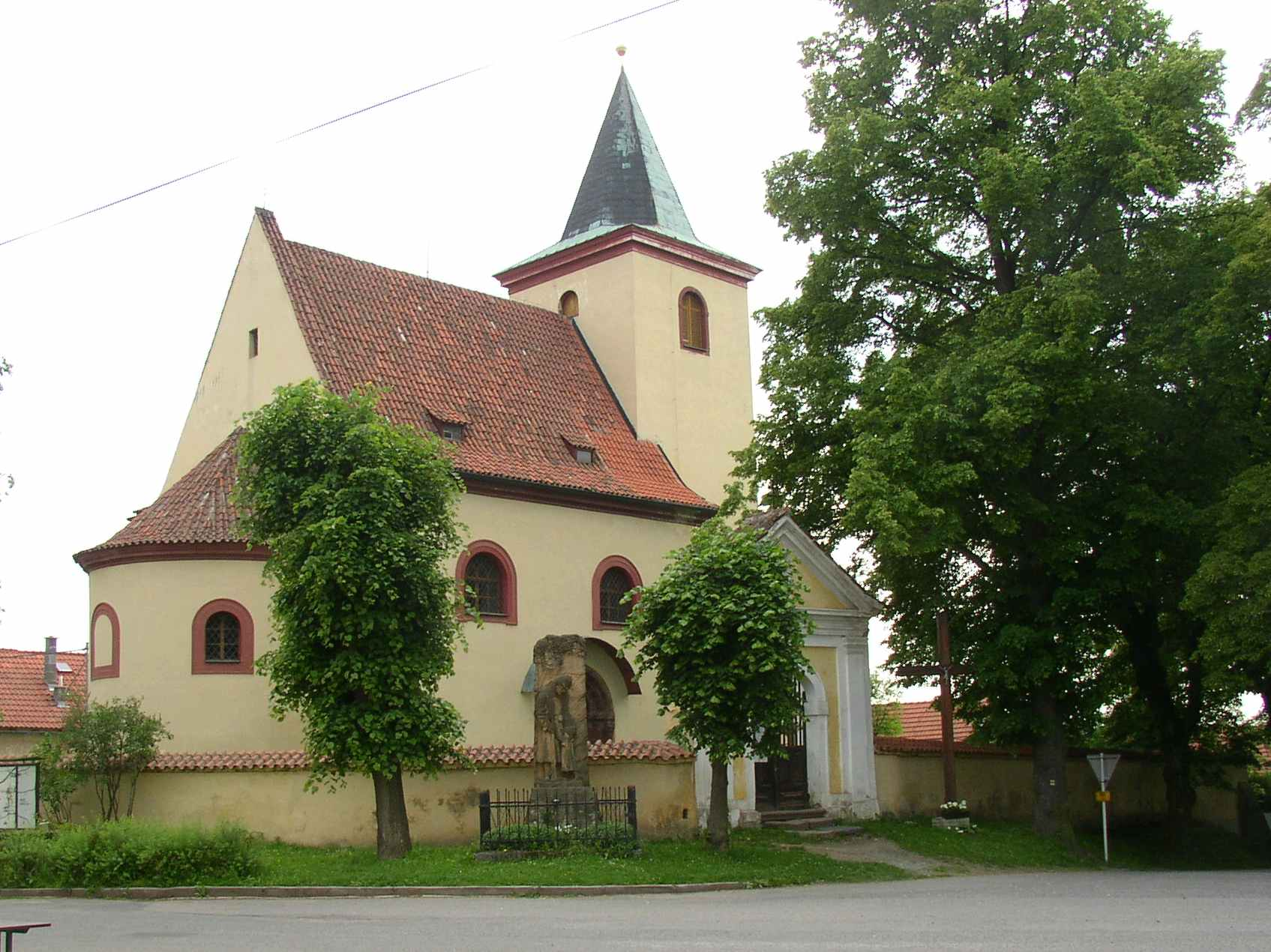
Eglise Saint-Václav, vue depuis le nord
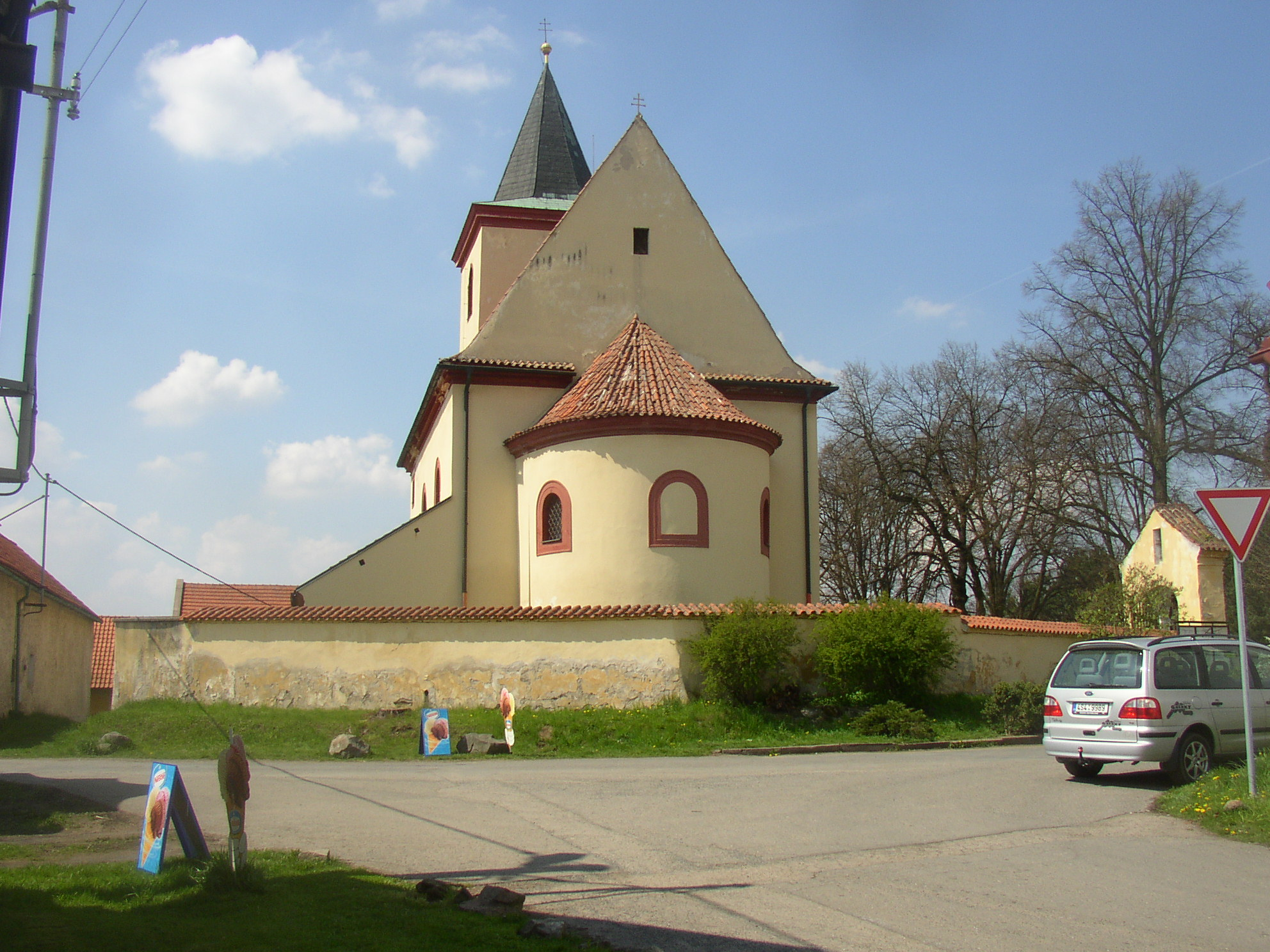
Eglise, vue du sud
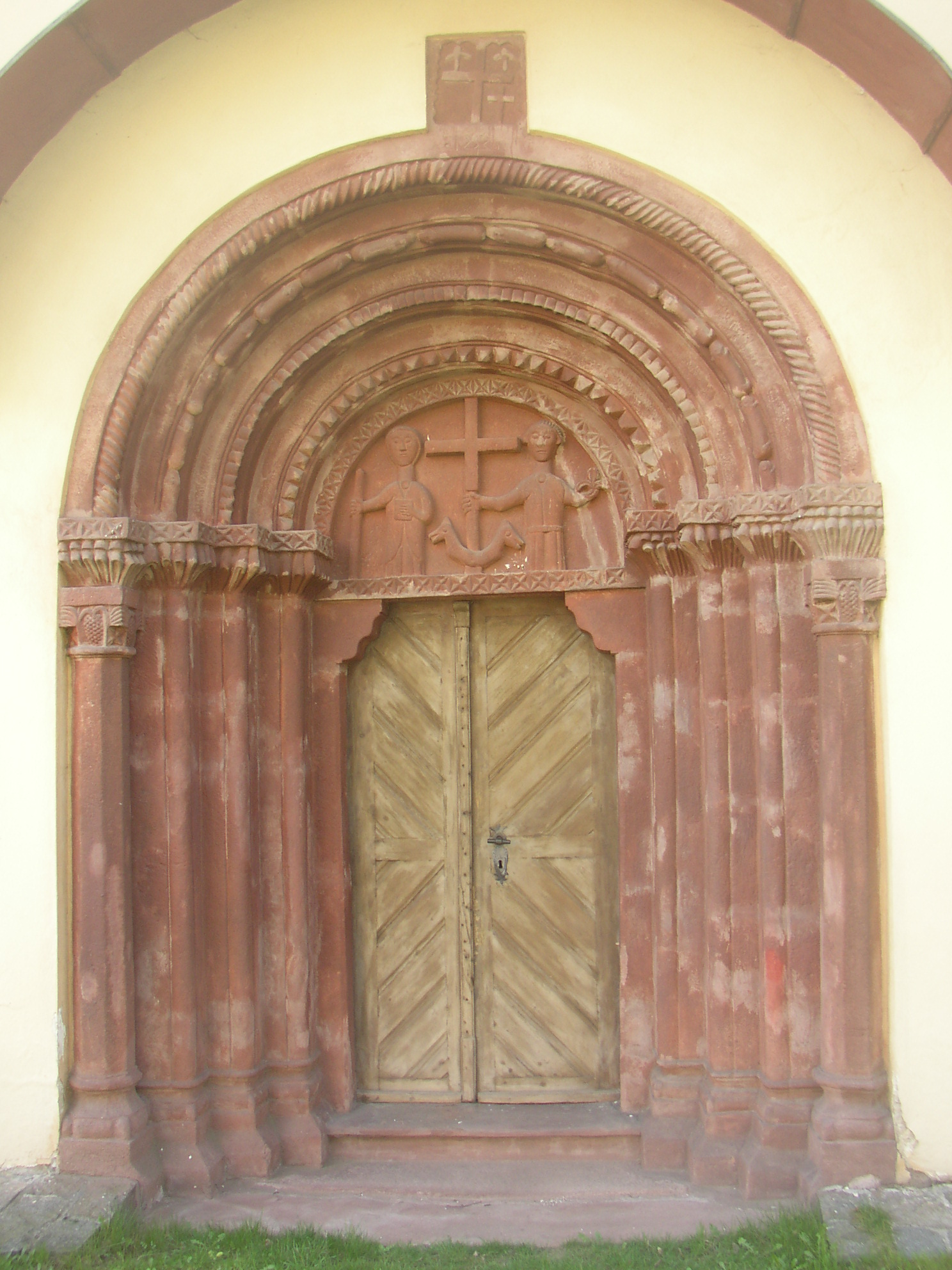
Portail roman de l'église
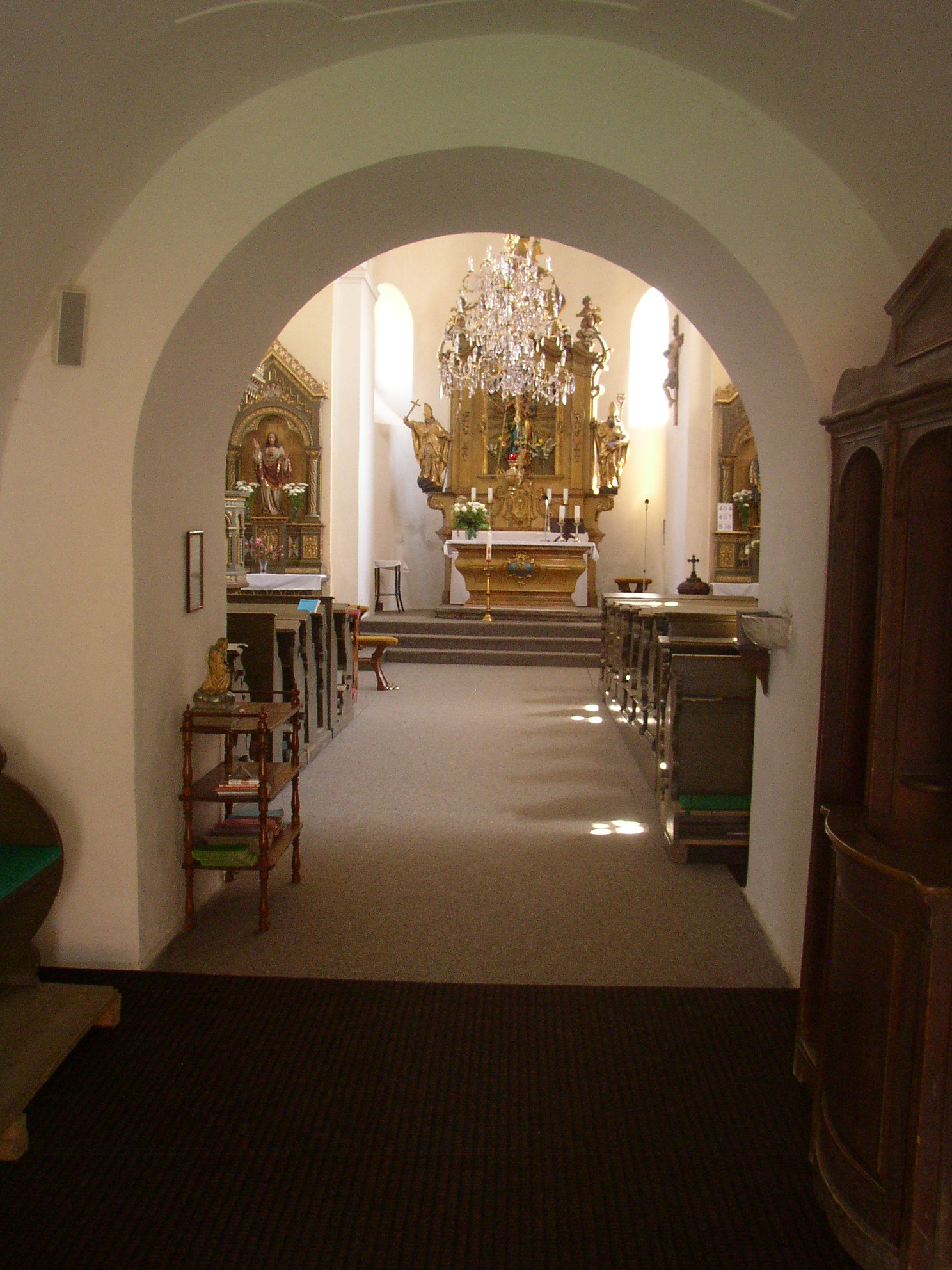
Intérieur de l'église
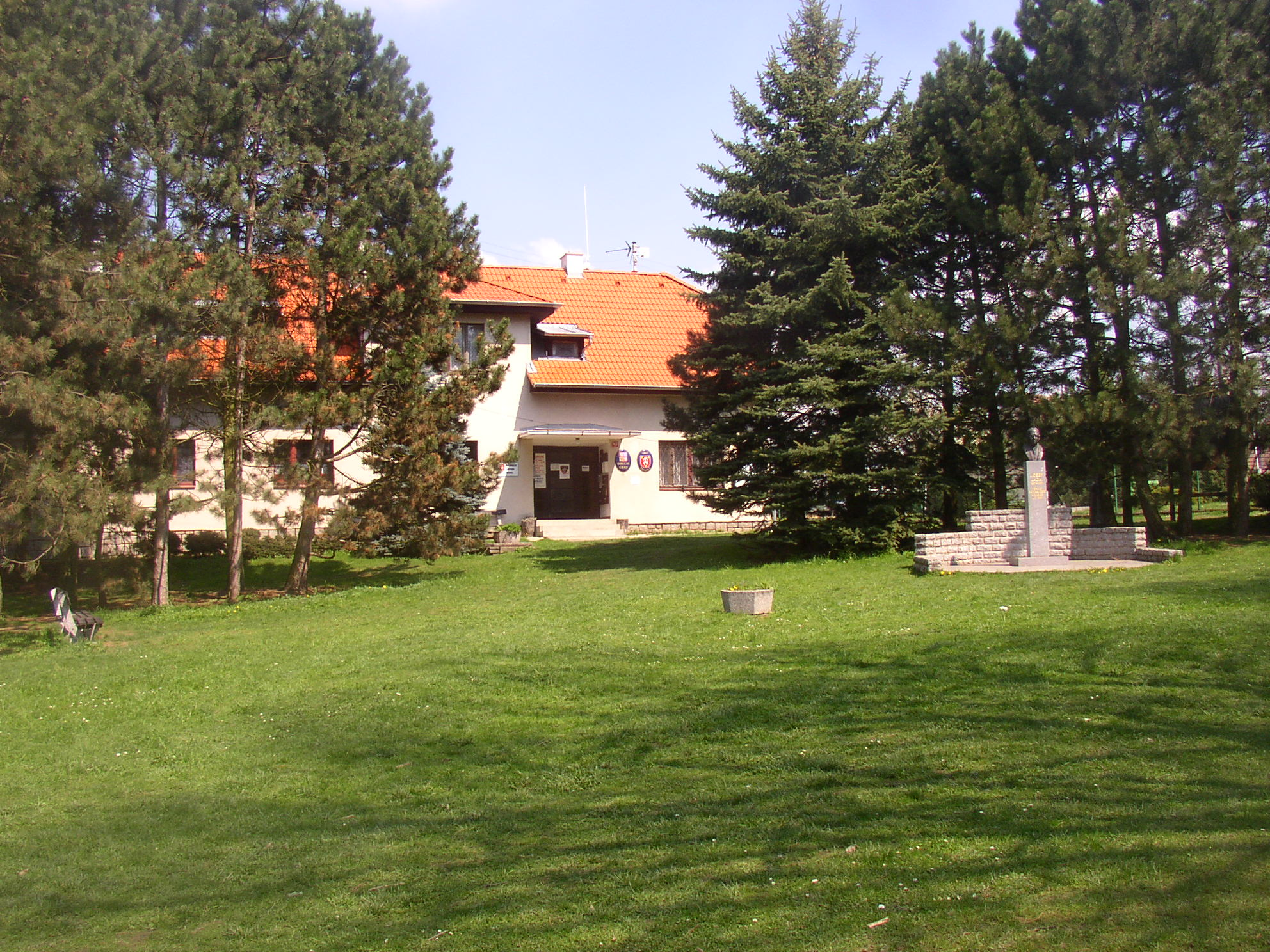
Parc de la mairie
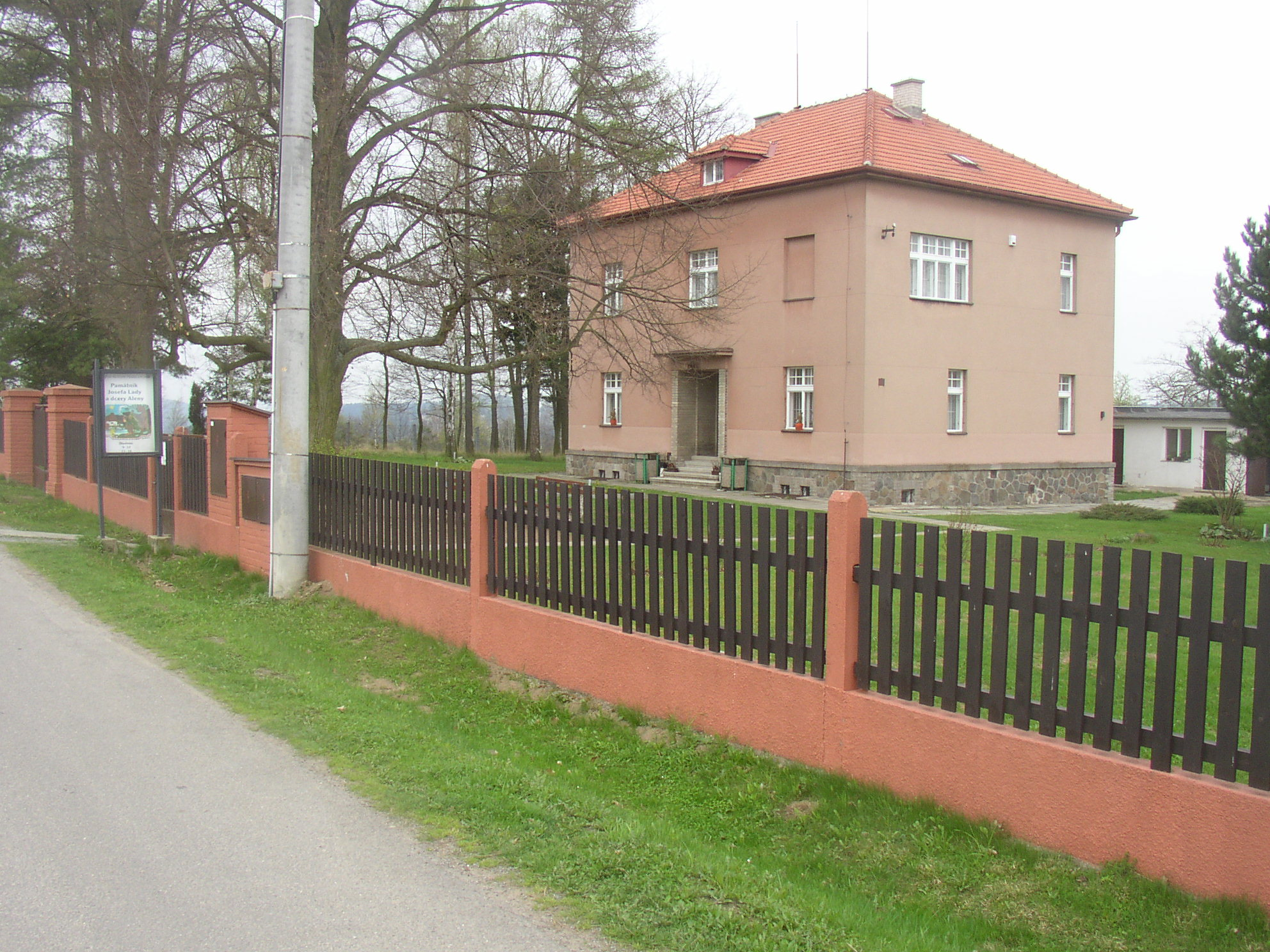
Villa de J. Lada, aujourd'hui musée
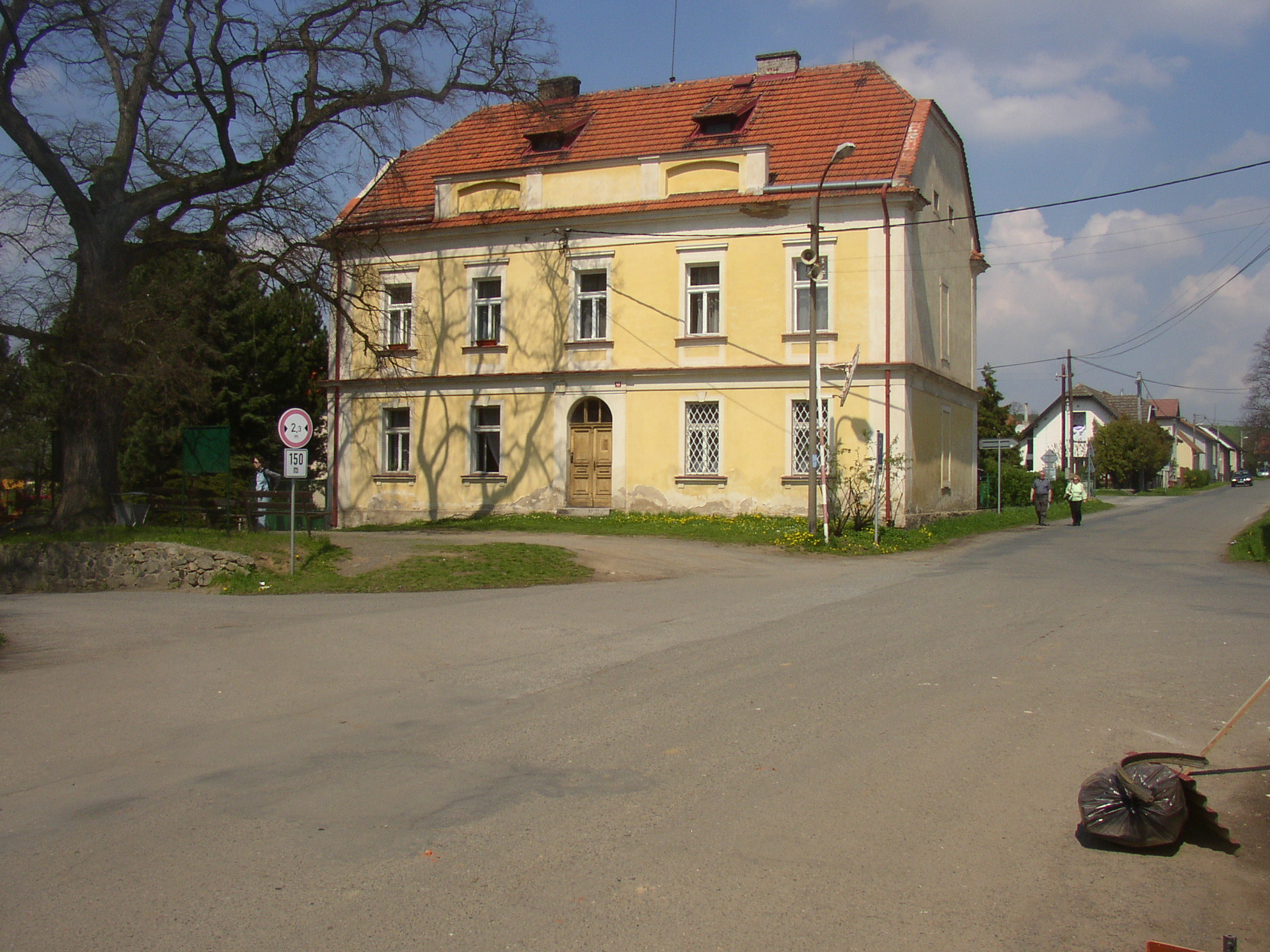
Presbytère
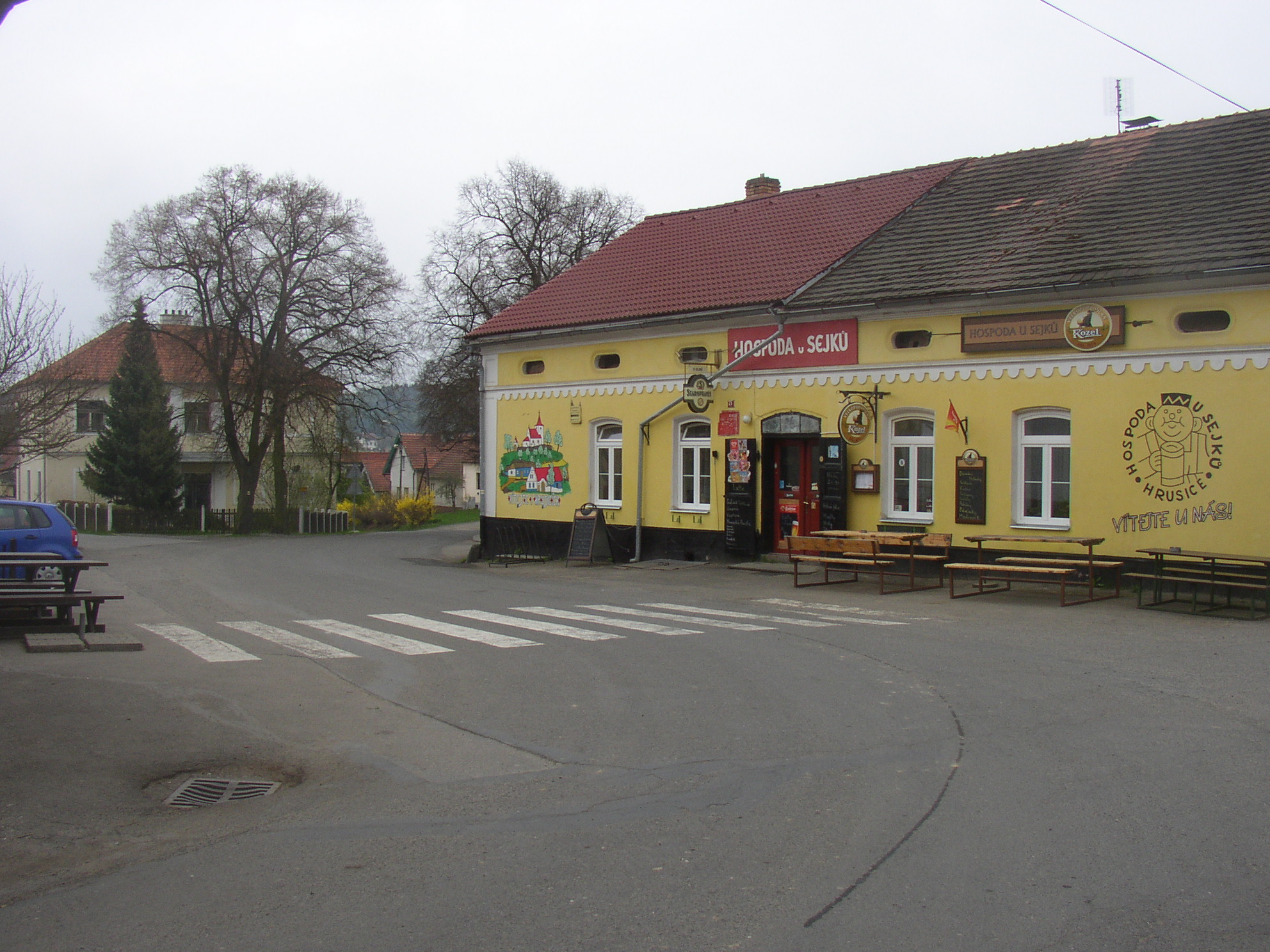
Auberge "U  Sejků", dans l'ancienne école
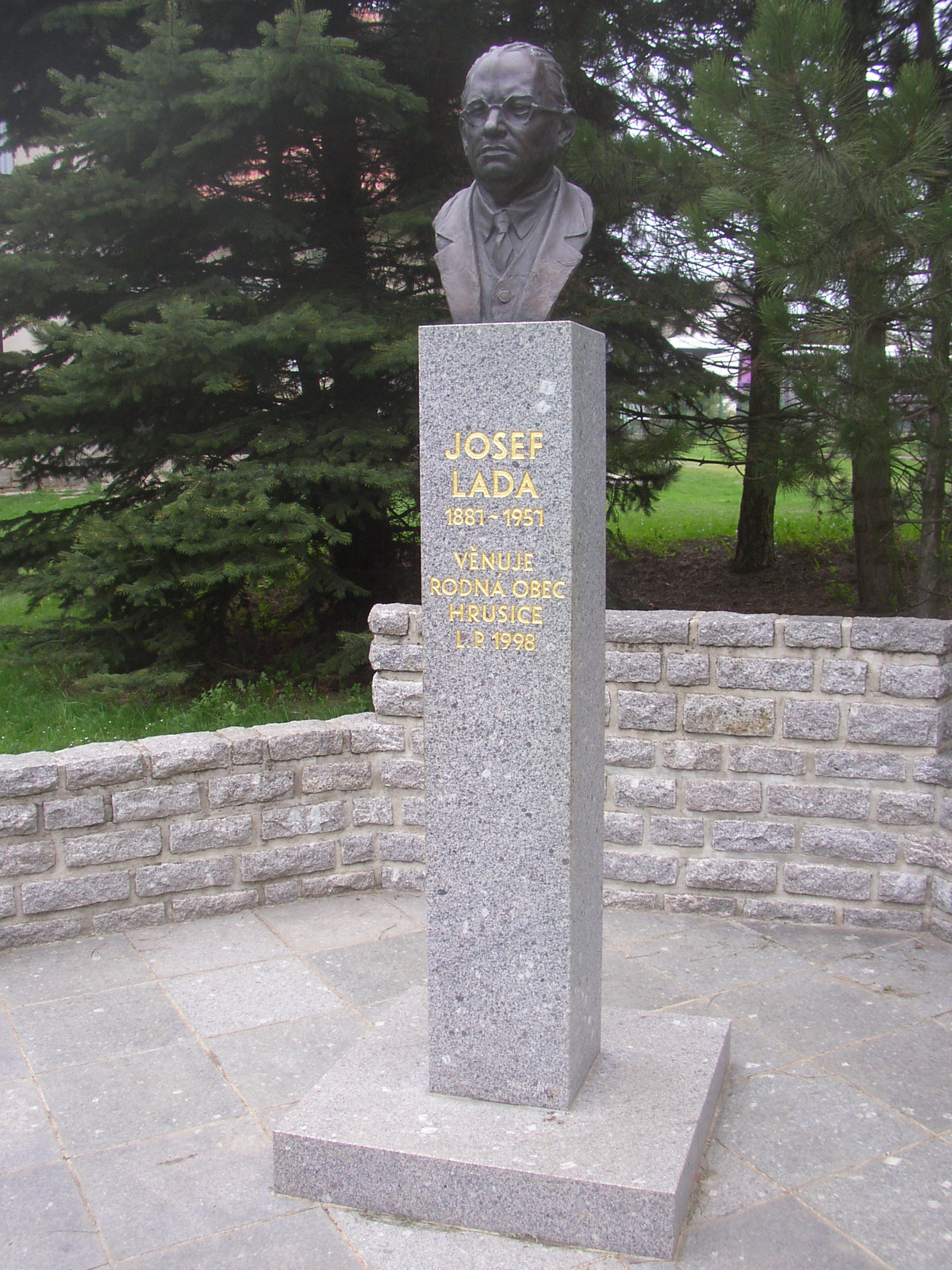
Buste de Josef Lada, 1998
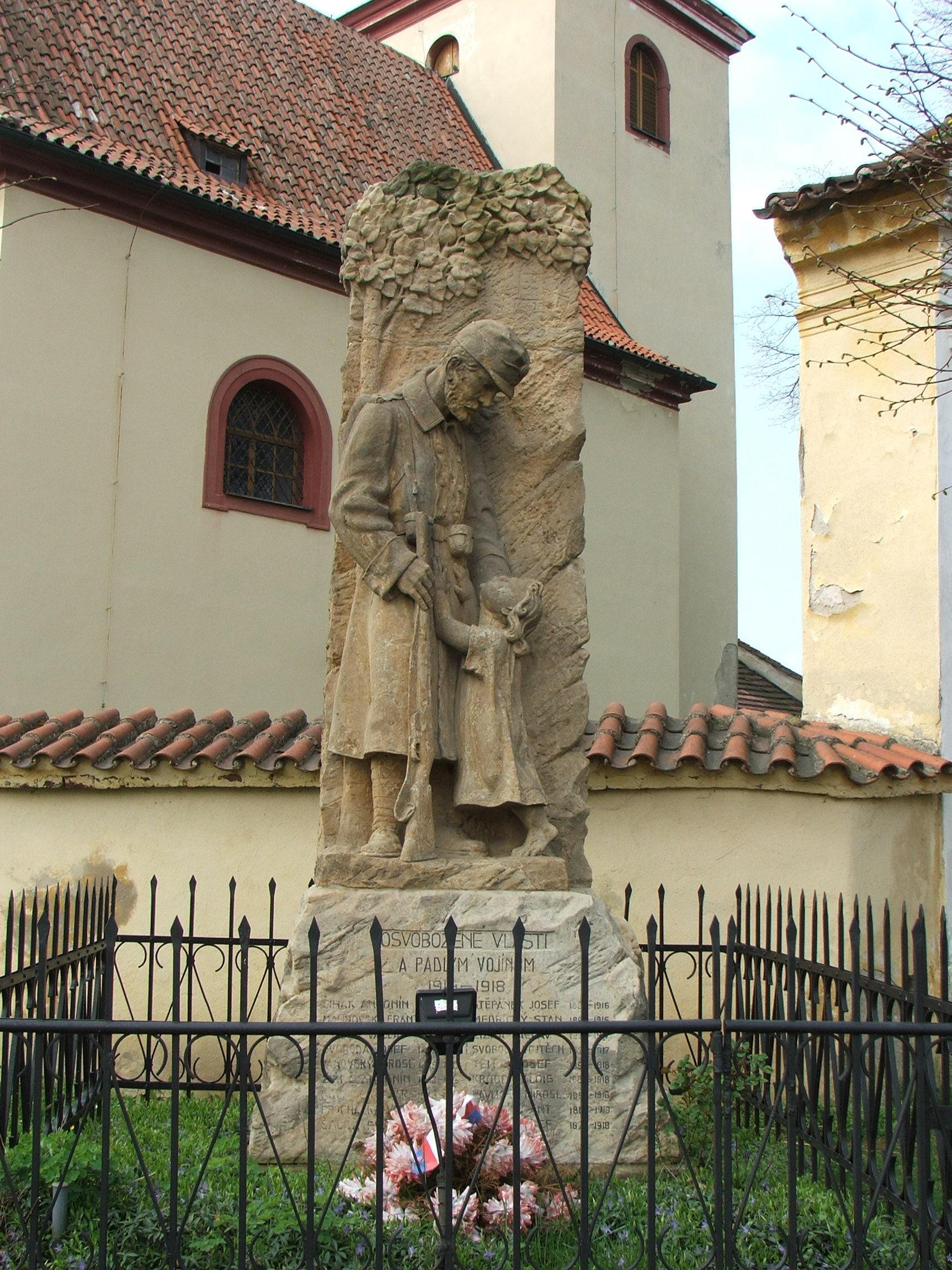
Mémorial de la Première Guerre mondiale, 1921
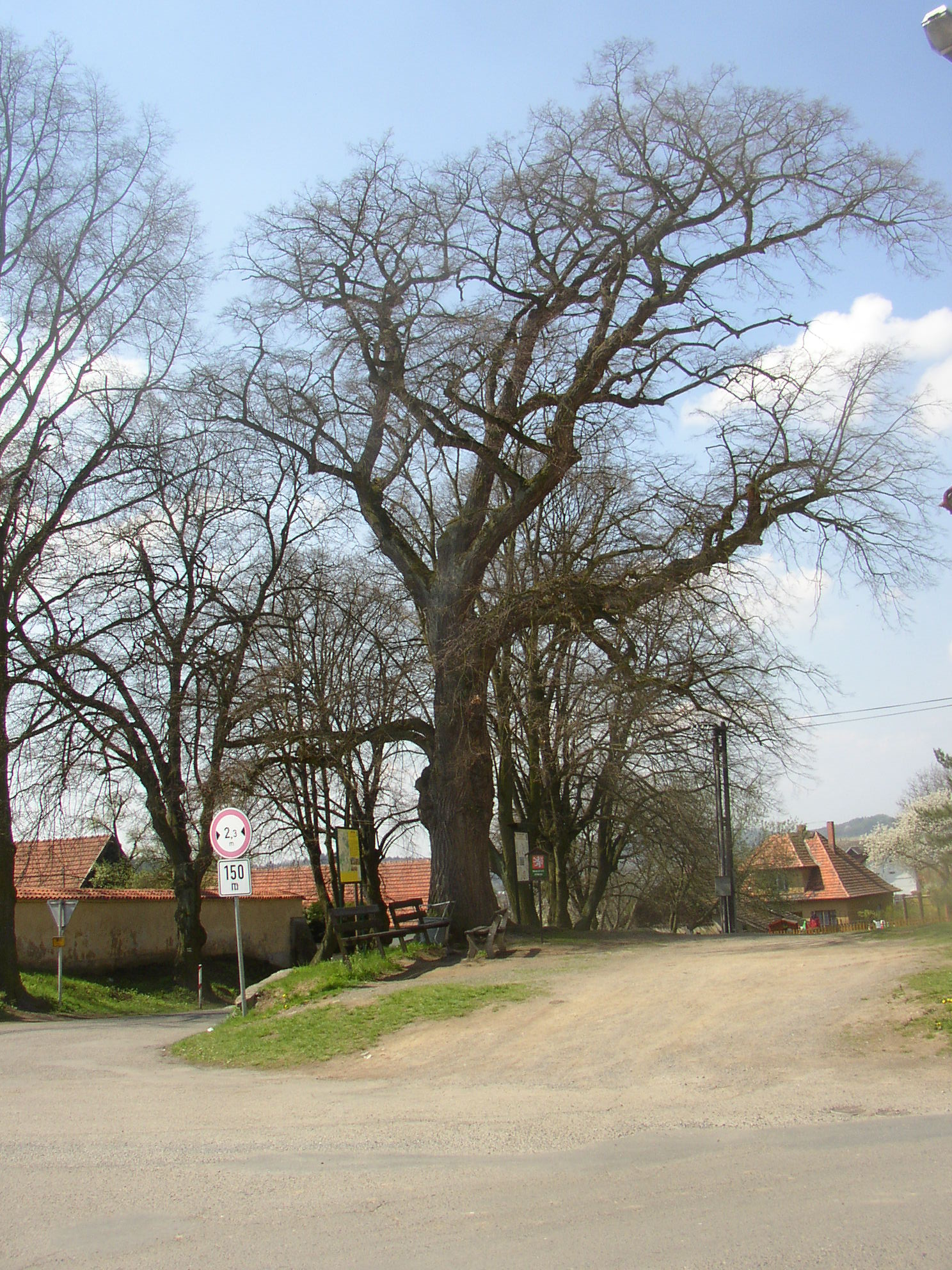
Tilleul mémorable, planté en 1777